# I luoghi del Giubileo
I luoghi del Giubileo è un programma televisivo nel quale Antonio Paolucci, all'epoca direttore dei Musei Vaticani, guida lo spettatore in un viaggio per la città di Roma e in Vaticano alla scoperta dei luoghi principali che hanno interessato il Giubileo della Misericordia.

## Puntate
| N° | Titolo                                   | Luoghi mostrati | Prima TV       |
| -- | ---------------------------------------- | --- | -------------- |
| 1  | Il cuore della Cristianità               | Piazza San Pietro Basilica di San Pietro in Vaticano | 26 marzo 2016  |
| 2  | Alle origini del Cristianesimo           | Castra Nova equitum singularium Basilica di San Giovanni in Laterano                                                                                      | 6 aprile 2016  |
| 3  | Dall'Esquilino alla strada del mare      | Basilica di Santa Maria Maggiore Basilica di San Paolo fuori le mura                                                                                      | 13 aprile 2016 |
| 4  | Sulla strada dei martiri                 | Colosseo Basilica di San Pietro in Vincoli Pantheon | 20 aprile 2016 |
| 5  | I santi e i martiri nelle chiese di Roma | Basilica di Santa Maria del Popolo Chiesa di Santa Maria della Vittoria (Roma) Basilica di Sant'Agostino in Campo Marzio Chiesa di San Luigi dei Francesi | 27 aprile 2016 |